# Agrostis dimorpholemma
Agrostis dimorpholemma är en gräsart som beskrevs av Jisaburo Ohwi. Agrostis dimorpholemma ingår i släktet ven, och familjen gräs. Inga underarter finns listade i Catalogue of Life.